# Marianne Bertrand
Marianne Bertrand (1970) is een Belgisch econoom. Momenteel is zij als Chris P. Dialynas-hoogleraar economie verbonden aan de Booth School of Business van de Universiteit van Chicago. Bertrand behoort tot de vooraanstaande onderzoekers op het gebied van arbeidseconomie. In 2004 kreeg zij de Elaine Bennett Research Prize en in 2012 is haar de Sherwin Rosen Prize toegekend voor haar uitzonderlijke bijdragen aan het onderzoek omtrent de arbeidseconomie. Ze is research fellow bij het Amerikaanse National Bureau of Economic Research en het Instituut voor Arbeidsstudie.

## Opleiding
Marianne Bertrand behaalde een BA in economie (1991) en een MSc in econometrie (1992) aan de Université libre de Bruxelles. Vervolgens ging zij een promotieonderzoek doen aan Harvard-universiteit.

## Docent en onderzoeker
Na haar promotie in 1998 werd ze universitair hoofddocent economie en public affairs aan de Woodrow Wilson School of Public and International Affairs van de Princeton-universiteit. In 2000 verruilde zij die positie voor  een soortgelijke aan de Booth School of Business van de Universiteit van Chicago, waar ze drie jaar later werd geïnaugureerd als hoogleraar. Aansluitend bekleedde zij de Fred G. Steingraber-, de AT Kearney- en de Chris. P. Dialynas-leerstoel economie.

### Nevenfuncties
Daarnaast is Bertrand lid van de Raad van Bestuur en medevoorzitter van het Abdul Latif Jameel Poverty Action Lab en verder van de Russell Sage Foundation, IZA, NBER en CEPR. In Chicago is zij als faculteitsdirecteur betrokken bij het Poverty Lab van de Urban Labs van de universiteit en van het Rustandy Center for Social Sector Innovation van de gelieerde Booth School.
Als redacteur is Marianne Bertrand betrokken geweest bij de tijdschriften The American Economic Review, Quarterly Journal of Economics, American Economic Journal: Applied Economics, The Economic Journal en The Journal of the European Economic Association.

## Onderzoek
De onderzoeksvelden van Marianne Bertrand bestrijken de arbeidseconomie, corporate governance en ontwikkelingseconomie; deze onderzoeksvelden zijn in onderstaande bespreking verder uitgesplitst. Bij haar onderzoeken maakt ze meestal gebruik van ‘economische experimenten’, waarbij ze vaak samenwerkt met haar ‘vaste’ co-auteur Sendhil Mullainathan. Zij heeft internationaal een reputatie opgebouwd als onderzoeker en behoort tot de absolute topvrouwen op economisch gebied.

### Arbeidseconomie, discriminatie en de geslachtskloof
Een belangrijk onderdeel van Bertrands onderzoek vormt de arbeidseconomie en zij richt zich daarbinnen op discriminatie naar ras of geslacht.
Arbeidseconomie
Samen met Sendhil Mullainathan kwam zij tot de conclusie dat de invoering van anti-overnamewetgeving, die bedrijven enigszins beschermt tegen concurrentie, de lonen in de jaren tachtig met 1 à 2 % heeft verhoogd; hetgeen suggereert dat managers enige discretie betrachten bij het vaststellen van lonen.
Uit een onderzoek naar de invloed van de toegangsregulering voor het scheppen van banen in Frankrijk, dat Bertrand samen met Francis Kramarz uitvoerde, kwam naar voren dat het ontmoedigingsbeleid ten aanzien van het starten of uitbreiden van een winkel van de kant van regionale zoneringsinstanties zorgde voor een concentratie aan detailhandelaren en vertraging in de groei van de werkgelegenheid.
En haar onderzoek naar de invloed die concurrentie binnen een industrietak heeft op de lonen, leidde tot de conclusie dat toenemende importconcurrentie de lonen gevoeliger maakt voor het actuele werkloosheidscijfer en minder voor het cijfer dat gold op het moment dat de betreffende werknemers werden aangenomen. Dit geeft aan dat importconcurrentie de impliciete contracten tussen werkgevers en hun werknemers kan uithollen.
Rassendiscriminatie
In een baanbrekend onderzoek naar rassendiscriminatie op de arbeidsmarkt in de Verenigde Staten manipuleerden Bertrand en Mullainathan fictieve cv's door Afro-Amerikaans of Kaukasisch klinkende namen te gebruiken en deze in te sluiten in hun reacties op personeelsadvertenties. Zij ontvingen anderhalf keer zoveel uitnodigingen voor een sollicitatiegesprek bij "witte namen"; deze waarneming bleek onafhankelijk van beroep, bedrijfstak, bedrijfsgrootte en sociale klasse. In het verlengde hiervan hebben Bertrand, Mullainathan en Chugh gepleit voor de erkenning van het bestaan van impliciete discriminatie, die onbedoeld is en waarvan degene die discrimineert zich niet bewust is.
In een andere studie met betrekking tot rassendiscriminatie brachten Bertrand, Mullainathan en David Abrams naar voren dat bij rechters in Illinois een duidelijke variatie aanwezig is in de mate waarin ras hun vonnissen beïnvloedt. Daarbij verschillen de percentages celstraffen opgelegd aan blanke en Afro-Amerikaanse verdachten minder als de rechter Afro-Amerikaans is; rechters die relatief veel gevangenisstraffen opleggen, veroordelen onevenredig vaak Afro-Amerikanen tot een gevangenisstraf. De lengte van de celstraffen bleek niet te verschillen.
Geslachtskloof
Bertrand analyseerde samen met Kevin Hallock de geslachtskloof in de VS en constateerde dat in de periode 1992-1997 slechts 2,5 % van de topmanagers in Amerikaanse bedrijven vrouw was en dat zij gemiddeld 45 % minder verdienden dan mannen. Daarbij viel ongeveer 75 % van die kloof te verklaren door verschillen in de omvang van de door hen beheerde bedrijven en door de kleinere kans dat een vrouw CEO, voorzitter of president wordt; hoewel Bertrand ook constateerde dat het aandeel vrouwen onder topmanagers bijna verdrievoudigde in die onderzoeksperiode. Desalniettemin benadrukken Bertrand en Hallock dat seksediscriminatie via segregatie of ongelijke promotie(kansen) hier niet is uit te sluiten.
Marianne Bertrand ging verder in op het probleem van loonverschillen tussen mannen en vrouwen, in samenwerking met Claudia Goldin en Lawrence F. Katz. Hun bevindingen waren dat de salarissen van mannelijke en vrouwelijke MBA's aan het begin van hun carrière vrijwel identiek zijn, maar dat tien jaar later de lonen van mannen bijna 60 logpunten hoger liggen dan van vrouwen. Het grootste deel van deze kloof wordt verklaard door verschillen in opleiding voor het behalen van hun MBA, door loopbaanonderbrekingen en door het hogere percentage deeltijdwerk onder vrouwen, waarbij de laatste twee factoren voornamelijk toe te schrijven zijn aan het moederschap.
Een andere belichting van de rol van geslacht op de arbeidsmarkt geeft Bertrands hoofdstuk in het Handbook of Labour Economics (2011), waarin het potentieel van psychologische en sociaalpsychologische factoren bij het verklaren van geslachtsverschillen in arbeidsmarktresultaten wordt bekeken.
Samen met Emir Kamenica en Jessica Pan concludeert Bertrand dat de verdeling van het aandeel dat vrouwen leveren aan het huishoudinkomen direct na het 50%-punt een sterke daling vertoont. Zij schrijven dit toe aan ‘geslachtsnormen’, waardoor mensen een aversie hebben van gezinssituaties waarin de man minder verdient dan zijn vrouw; normen die op hun beurt invloed uitoefenen op de partnerkeuze, de arbeidsparticipatie van echtgenotes en hun arbeidsloon, (on)tevredenheid binnen een huwelijk, echtscheidingspercentages en de verdeling van huishoudelijke taken.
Hieraan verwant hebben Bertrand en Pan ook de geslachtskloof bij het optreden van ontwrichtend gedrag onderzocht. De neiging van jongens tot ontwrichtend gedrag blijkt buitengewoon goed corrigeerbaar door hun ouders; deze inbreng is aanzienlijk minder in gebroken gezinnen. Meisjes zijn in dit opzicht minder corrigeerbaar. Op jonge leeftijd heeft de schoolomgeving weinig invloed op dit gedrag.
Een opvallend facet in het onderzoek naar de geslachtskloof betreft het effect van bestuursquota op de vrouwelijke beroepsbevolking in Noorwegen, nadat daar een wet was aangenomen om een vertegenwoordiging van ten minste 40 % vrouwen in bestuursvergaderingen te realiseren. Jonge, gediplomeerde zakenvrouwen profiteerden het meest van deze wet. Na zeven jaar luidde de eindconclusie van Bertrands onderzoek, dat deze wet – behalve voor diegenen die daadwerkelijk in een bestuur terecht waren gekomen – slechts een marginaal effect sorteerde op het grootste deel van de vrouwen in de samenleving.

### Corporate governance, familiebedrijven en financiën
Corporate governance
Een tweede onderzoeksveld van Bertrand is corporate governance. Samen met Mullainathan heeft zij de determinanten van CEO-beloning onderzocht. Daarbij stelden zij de contracterende visie – waarin aandeelhouders de CEO-contracten zodanig opstellen dat ze het morele risico beperken – tegenover de skimming-visie – waarin CEO's hun eigen beloning beïnvloedden door het toekenningscomité te manipuleren om zoveel mogelijk voor zichzelf af te romen. In overeenstemming met de skimming-visie komt uit dit onderzoek naar voren dat de beloning voor een CEO in dezelfde mate een gevolg is van geluk – fluctuaties in de prestaties van het bedrijf die, objectief beschouwd, buiten hun controle liggen – als van ontwikkelingen waarover deze managers wel controle hebben; waarbij de factor geluk hoger is in bedrijven met slechte corporate governance. Bovendien geven de bevindingen van Bertrand en Mullainathan aan, dat hoe meer grotere firma's beschermd zijn tegen concurrentie, bijvoorbeeld door anti-overnamewetten, hoe meer de lonen stijgen en de productiviteit en winstgevendheid dalen – mogelijk als gevolg van een afname in het aantal opgeheven oude fabrieken en gestarte nieuwe.
Samen met Antoinette Schoar heeft Bertrand in de Verenigde Staten het effect van managers op bedrijfsbeleid onderzocht. Dit leidde tot de conclusie dat een groot deel van de verschillen tussen de investeringen en de financiële en organisatorische praktijken van bedrijven het gevolg zijn van verschillen in managementstijl; oudere managers hanteren over het algemeen een conservatievere stijl en managers met een MBA-graad nemen veelal agressievere zakelijke beslissingen.
Financiën
In werk dat zij met Schoar en David Thesmar verrichtte, viel op dat banken na de deregulering van het bankwezen in Frankrijk in 1985 minder bereid waren bedrijven met slechte prestaties te redden; bedrijven die sterk afhankelijk waren van deze banken, moesten vaker herstructureren en reorganiseren, met het opnieuw toekennen van functies en toenemende hoeveelheden activa, hogere allocatieve efficiëntie en een minder geconcentreerde banksector als gevolg. Deze observatie strookt met Schumpeteriaanse processen van creatieve destructie.
Verder is Bertrand er samen met Adair Morse in geslaagd om de opname van zeer dure flitskredieten over een periode van vier maanden met 11 % te verminderen, door leners te laten nadenken over de dollarvergoedingen die ontstaan als gevolg van de roll-over van deze leningen. Dit resultaat doet veronderstellen dat het voeren van beleid om voor transparantie te zorgen inzake informatie over flitskredieten, problemen hieromtrent kan verhelpen of voorkomen.
Familiebedrijven
Bertrand en Schoar hebben ook onderzoek gedaan naar de precieze rol die familie speelt in familiebedrijven. Daaruit kwam naar voren dat familiewaarden vaak geassocieerd worden met een lagere economische ontwikkeling – hoewel dit anders ligt ten aanzien van vertrouwen. Familiebedrijven zijn op langere termijn tamelijk stabiel en reageren nauwelijks op economische veranderingen. Zij lijken ook niet ontvankelijk voor zwakke formele instellingen.
In onderzoek over ditzelfde onderwerp in Thailand, waarbij ook Simon Johnson en Krislert Samphantharak betrokken waren, meldden Bertrand en Schoar dat de familiebetrokkenheid inzake het eigenaarschap van familiebedrijven toeneemt met de familieomvang. De prestaties nemen daarentegen juist af naarmate de zonen van de oprichters meer betrokken raken. Mogelijk is dit het gevolg van een "race to the bottom", waarbij de nakomelingen – uit angst voor ‘verwatering’ van hun eigendom en voor verlies van controle over deze zakengroep –  proberen middelen uit de bedrijven van de groep weg te sluizen. Deze resultaten komen overeen met eerder door Bertrand en Mullainathans gedaan onderzoek naar zakengroepen in India. Ook daar vond het wegsluizen van middelen in significante mate plaats, vooral via ~niet-werkende winstcomponenten.~

### Ontwikkelingseconomie
Een derde gebied waarop Bertrand onderzoek verricht, is de ontwikkelingseconomie. Haar belangrijkste bijdragen op dit vlak betreft het – samen met Mullainathan en Eldar Shafir – ontwikkelen van een visie op armoede, die noch de nadruk legt op de rol van een cultuur van armoede, noch op significante verschillen tussen de psychologie en de instelling van arme en rijke mensen; deze visie benadrukt eerder dat de economische gevolgen van natuurlijke fluctuaties voor arme mensen onevenredig groot zijn, juist omdat ze arm zijn en dus een kleinere foutenmarge hebben. De onderzoekers bepleiten daarom de toepassing van inzichten uit de gedragseconomie en marketing om arme mensen te helpen bij het nemen van beslissingen.
Met Mullainathan en Douglas Miller bestudeerde Bertrand ook de verdeling van middelen binnen grote gezinnen, tijdens het ontstaan van het pensioenprogramma in Zuid-Afrika. Het arbeidsaanbod van mensen van hoge leeftijd bleek daarbij sterk te dalen wanneer bejaarde leden uit een huishouden voor pensioen in aanmerking komen.
In India bestudeerden Bertrand, Mullainathan, Simeon Djankov en Rema Hanna corruptie via de toewijzing van rijbewijzen. Zij stelden daaromtrent vast, dat illegaal verkregen rijbewijzen veelal via tussenpersonen in de privésfeer zijn bemachtigd, waarbij steekpenningen zijn verstrekt om zonder rijexamen te slagen.
Ten slotte, Bertrand is aan het begin van deze eeuw betrokken geweest bij de evaluatie van programma's voor voorwaardelijke overboeking, Daarbij is bijvoorbeeld geconstateerd dat uitstel van overboekingen aan ouders totdat kinderen zijn ingeschreven op een volgend onderwijsniveau en het stimuleren van kinderen laten afstuderen, de inschrijvingspercentages op secundair en tertiair onderwijsniveau verhogen. Uitkeringen worden alleen door de overheid of ngo’s overgemaakt als aan bepaalde criteria is voldaan; die kunnen bijvoorbeeld zijn: het inschrijven van kinderen op een openbare school, regelmatige dokterscontrole of vaccinatie.
Een laatste onderzoek op het gebied van ontwikkelingseconomie betrof de rol van het gebruik van marketing als hulpmiddel bij besluitvorming voor de armen. In dit artikel bestudeert ze de aspecten van economische besluitvorming in het leven van de armen en hoe deze wordt beïnvloed door effectieve marketing.

### Overig onderzoek
Bertrand verricht ook onderzoek naar econometrische methodologie, welzijnsculturen, reclame, lobbyisme en druppelconsumptie.

## Waardering
Marianne Bertrand zijn de volgende prijzen onderscheidingen en beurzen ten deel gevallen.
- Jan Söderberg Familieprijs voor economie en management
- Elaine Bennett Research Prize
- Brattle Group Prize
- Fellow van de American Academy of Arts and Sciences
- Fellow van the Econometric Society
- John T. Dunlop Outstanding Scholar Award
- Doctor Honoris Causa,  Universiteit van Genève (2016)
- Doctor Honoris Causa, Vrije Universiteit Brussel (2016)
- National Bureau of Economic Research Grant for Research on non-profit Institutions (1999)
- Onderzoeksbeurs van de Citigroup Behavioral Sciences (1997–1998)
- Onderzoeksbeurs van de American Compensation Association (1996)[4]